# Gérard Larrousse
Gérard Larrousse, född 23 maj 1940 i Lyon, är en fransk tidigare racerförare och formel 1-stallägare.

## Tävlingskarriär
Larrousse var en känd rallyförare i slutet av 1960-talet. Han vann Korsikanska rallyt 1969 i en Porsche 911 samt blev tvåa i Monte Carlo-rallyt vid tre tillfällen. Han satsade därefter på banracing och vann Le Mans 24-timmars vid två tillfällen, loppen 1973 och 1974 tillsammans med Henri Pescarolo i en Matra. 
Han körde även två formel 1-lopp i en Brabham-Ford för Scuderia Finotto säsongen 1974. Han kvalade bara in till Belgiens Grand Prix, men tvingades bryta loppet.
Larrousse blev sedan ägare till formel 1-stallet Larrousse, som tävlade utan större framgångar och lades ned efter säsongen 1994.